# أليسيدس غونزاليس
أليسيدس غونزاليس (بالإسبانية: Alcides González)‏ هو لاعب كرة قدم أرجنتيني، ولد في 4 سبتمبر 1981. لعب مع سان ماركوس دي أريكا ‏.

## وصلات خارجية
- أليسيدس غونزاليس على موقع قاعدة بيانات كرة القدم.إي يو (الإنجليزية)
- أليسيدس غونزاليس على موقع Soccerway.com (الإنجليزية)